# 岩泉警察署
岩泉警察署（いわいずみけいさつしょ）は、岩手県警察が管轄する16ある警察署の一。識別章所属表示はSO。岩手県警察が設置する警察署の中では最も署員が少ない。

## 管轄区域
- 下閉伊郡岩泉町
- 下閉伊郡田野畑村

## 組織
- 署長
- 次長
- 警務課
  - 警務係
  - 警察安全相談係
  - 被害者支援係
  - 留置管理係
  - 会計係
- 刑事生活安全課
  - 生活安全係
  - 刑事係
  - 鑑識係
- 地域課
  - 地域企画指導係
  - 自動車警ら班
- 交通課
  - 交通係
- 警備課
  - 警備係

## 駐在所
括弧内は読み方及び所在地を表す。

### 岩泉町
- 安家（あっか）駐在所（下閉伊郡岩泉町安家字日蔭1-15）
- 大川（おおかわ）駐在所（下閉伊郡岩泉町大川字下町63-1）
- 小本（おもと）駐在所（下閉伊郡岩泉町小本字鈩300-1）
- 小川（こがわ）駐在所（下閉伊郡岩泉町門字上平73-2）

### 田野畑村
- 田野畑（たのはた）駐在所（下閉伊郡田野畑村菅窪205-4）

## 周辺
- 岩泉郵便局
- 岩手銀行岩泉支店
- 雲岩寺
- 岩泉町立岩泉小学校